# Miles M.77
Die Miles M.77 Sparrowjet war ein britisches Rennflugzeug des Herstellers Miles Aircraft.

## Geschichte
Der Prototyp G-ADNL der Miles M.5 Sparrowhawk, der im August 1935 zum ersten Mal geflogen war, wurde 1950 von Fred Dunkerley gekauft und dem Miles-Werk in Redhill zum Umbau in ein strahlgetriebenes Rennflugzeug übergeben. Dort wurde das Flugzeug mit einem neuen Rumpfvorderteil und -heck stark modifiziert. Der Pilot saß nun unter einer Vollsichthaube weit vorne im Bug, um das Gewicht des fehlenden Motors auszugleichen. Der Rumpf wurde um 2,10 m länger, wodurch der Einbau von zusätzlichen kleinen Endscheiben am Leitwerk notwendig war, um die vergrößerte Rumpffläche vor dem Schwerpunkt wieder auszugleichen. Im Miles-Werk Shoreham wurden anschließend die Flügelwurzeln der M.5 so verändert, dass zwei Turboméca Palas Strahltriebwerke mit je 1,5 kN Schub eingebaut werden konnten.
Der Erstflug der M.77 Sparrowjet fand am 14. Dezember 1953 statt. Sie erreichte über 320 km/h, brauchte für das Erreichen der Höchstgeschwindigkeit wegen des geringen Triebwerksschubs aber relativ lange. Aber selbst mit nur einem laufenden Triebwerk erreichte das Flugzeug noch eine Steigleistung von 2,47 m/s.
Das Flugzeug gewann mit Fred Dunkerley das King’s Cup Race 1957 mit einer Spitzengeschwindigkeit von 367 km/h.  Sie ist neben der PZL M-15 eines der wenigen strahlgetriebenen Flugzeuge mit starrem Fahrwerk.

## Konstruktion
Die Sparrowjet ist ein Tiefdecker mit Trapezflügeln großer Streckung. Die Höhenflossen verfügen über ellipsenförmige Endscheiben. Die Triebwerke sind in den Flügelwurzeln eingebaut. Das starre Fahrwerk besitzt ein Spornrad, das Hauptfahrwerk ist aerodynamisch verkleidet.

## Verbleib
Das Flugzeug wurde bei einem Brand in einem Hangar von Upavon, Wiltshire, im Juli 1964 beschädigt. Die Rekonstruktion wurde 2004 begonnen und dauert noch an.

## Technische Daten
| Kenngröße             | Daten                                                     |
| --------------------- | --------------------------------------------------------- |
| Besatzung             | 1                                                         |
| Länge                 | 9,45 m                                                    |
| Spannweite            | 8,73 m                                                    |
| Höhe                  | 2,20 m                                                    |
| Flügelfläche          | 14,50 m²                                                  |
| Flügelstreckung       | 5,3                                                       |
| max. Startmasse       | 1090 kg                                                   |
| Höchstgeschwindigkeit | 367 km/h                                                  |
| Triebwerk             | 2 Strahlturbinen Turboméca Palas mit je 150 kp Standschub |